# Nykvarn (đô thị)
Đô thị Nykvarn (tiếng Thụy Điển: Nykvarn kommun) là một đô thị ở hạt Stockholm của Thụy Điển. Thủ phủ là thị xã Nykvarn. Dân số thời điểm 31 tháng 12 năm 2000 là 8052 người.